# Jürgen Heuser
Jürgen Heuser (ur. 13 marca 1953 w Barth) – niemiecki sztangista, srebrny medalista olimpijski z Moskwy.
Reprezentował barwy NRD. Zawody w 1980 były jego jedynymi igrzyskami olimpijskimi. W Moskwie po medal olimpijski sięgnął w wadze superciężkiej, powyżej 110 kilogramów. Był złotym medalistą mistrzostw świata w 1978, srebrnym w 1979 i 1980, brązowym w 1974 i 1977. Na mistrzostwach Europy zdobył srebro w 1978 i 1979 oraz brąz w 1976 i 1977.